# Вітовецька вулиця
Вітовецька ву́лиця — вулиця в Дарницькому районі міста Києва, селище Бортничі. Пролягає від вулиць Березневої, Мостової, Івана Франка та Шевченка до кінця забудови.
Прилучаються Промислова вулиця, Болградський, Вітовецький, та Козаровицький провулки.

## Історія
Виникла у 1-й третині XX століття, мала назву вулиця Лермонтова, на честь російського поета Михайла Лермонтова. 
Сучасна назва, що походить від урочища Вітовець — з вересня 2022 року. Також поруч знаходиться однойменне озеро.

## Громадський транспорт
Маршрути автобусів (дані на 2011 рік)
№ 104: ст. м. «Бориспільська» — Бортничі (ФАП).
Маршрути маршрутних таксі (дані на 2011 рік)
№ 104: ст. м. «Харківська» — Бортничі (ФАП).